# 周阿庆
周阿庆（1923年7月—2001年9月5日），浙江镇海人，曾用名周阿清，中华人民共和国政治人物。

## 生平
1951年至1955年3月，为上海福来汽车配件厂工人。1955年4月至1961年，为南京无线电厂二车间铸工。1956年7月，加入中国共产党。1959年被授予全国先进生产者称号。1961年至1969年3月，为南京无线电厂十三车间工人、工程师。1969年4月至1973年5月，任南京无线电厂革委会副主任。1973年6月至1978年12月，任南京市总工会副主任、副主席。1979年1月至1986年，任南京无线电厂副厂长。1987年至1993年9月，任南京无线电厂顾问。曾任江苏省人大常委会委员。此外担任中共第十一届中央候补委员、十二届中央候补委员。2001年9月5日，在南京逝世。